# 格賴芬塞
格赖芬塞（德語：Greifensee）是瑞士联邦苏黎世州乌斯特区的市镇。该市镇面积为2.30平方千米，海拔高度439米，2018年12月31日人口数为5,355。

## 外部連結
- 格赖芬塞官方网站 （页面存档备份，存于） （德文）